# Atacama-humanoiden
Atacama-humanoiden, øgenavn Ata er skelettet af en 15 cm lang humanoide fundet i Atacamaørkenen i Chile i 2003.
Atacama-humanoiden blev fundet af Oscar Muñoz nær en forladt kirke i en spøgelsesby kaldet La Noria, 56 km til det indre af Iquique i det nordlige af Chile. Muñoz solgte senere Atacama-humanoiden til den lokale pubejer for 30.000 pesos, som så solgte den til en spansk forretningsmand, Ramón Navia-Osorio, som er den nuværende ejer (2013).
Navia-Osorio gjorde et stykke arbejde med at få humanoiden analyseret og konklusionen dengang af Dr. Francisco Etxeberria Gabilondo, som er specialist i (eng.)Forensic Anthropology ved/med Complutense University, var at Atacama-humanoiden var "a mummified body with all typical the characteristics of a fetus."
Det lille skelet havde dog nogle bizarre aspekter, det virkede mere udviklet end et menneskefoster på den størrelse, og med andre usædvanlige kendetegn, inklusiv et langt smalt kranium som lidt ligner en gråt rumvæsen-krop. 
Dokumentarfilmen Sirius om Atacama-humanoiden med Steven M. Greer, blev udgivet 22. april 2013. Før dokumentaren blev udgivet blev der spekuleret om skelettet kunne henføres til en ikke-jordisk oprindelse, hvilket gav spænding hos UFO-entusiaster. Men DNA-testning afslørede at humanoiden var et menneske, af nylig oprindelse som det blev vist i dokumentaren.
Garry Nolan med flere, professor i mikrobiologi og immunologi ved Stanford School of Medicine, lavede en omfattende undersøgelse af skelettet i 2012. Ifølge Nolan, er humanoiden af hankøn og har indikationer på at være omkring 6 til otte år gammel ved døden, på trods at skelettet lidne størrelse og det kan skyldes en af to grunde: Atacama-humanoiden kan have lidt af en hurtigaldringssygdom (progeria), og døde i livmoderen eller efter en for tidlig fødsel, eller, mindre sandsynligt, det havde en alvorlig form for dværgisme og blev faktisk født som et lille menneske og levede indtil alderen 6 til 8.
"It's an interesting medical mystery of an unfortunate human with a series of birth defects that currently the genetics of which are not obvious," skrev Nolan. 
Forskerne har endnu ikke fundet nogle af de kendte genetiske mutationer som almindeligvis forbindes med kendte former for dværgisme. Selv hvis sådanne mutationer bliver fundet, er der andre skeletaspekter, som ikke kan forklares med de kendte dværgismer, ifølge pediatric radiologen Ralph Lachman, en klinisk professor ved Stanford University og professor emeritus ved UCLA School of Medicine og co-direktør ved International Skeletal Dysplasia Registry ved Cedars-Sinai Medical Center. 
William Jungers, som er en paleoantropolog og anatomist ved Stony Brook University Medical Center, bemærker at individet for ham ligner et dissekeret og mummificeret menneskefoster eller et for tidlig dødfødt foster.
Nolan planlægger yderligere test og vil evt. formidle sine fund i artikler i tidsskrifter.